# San Diego–Tijuana

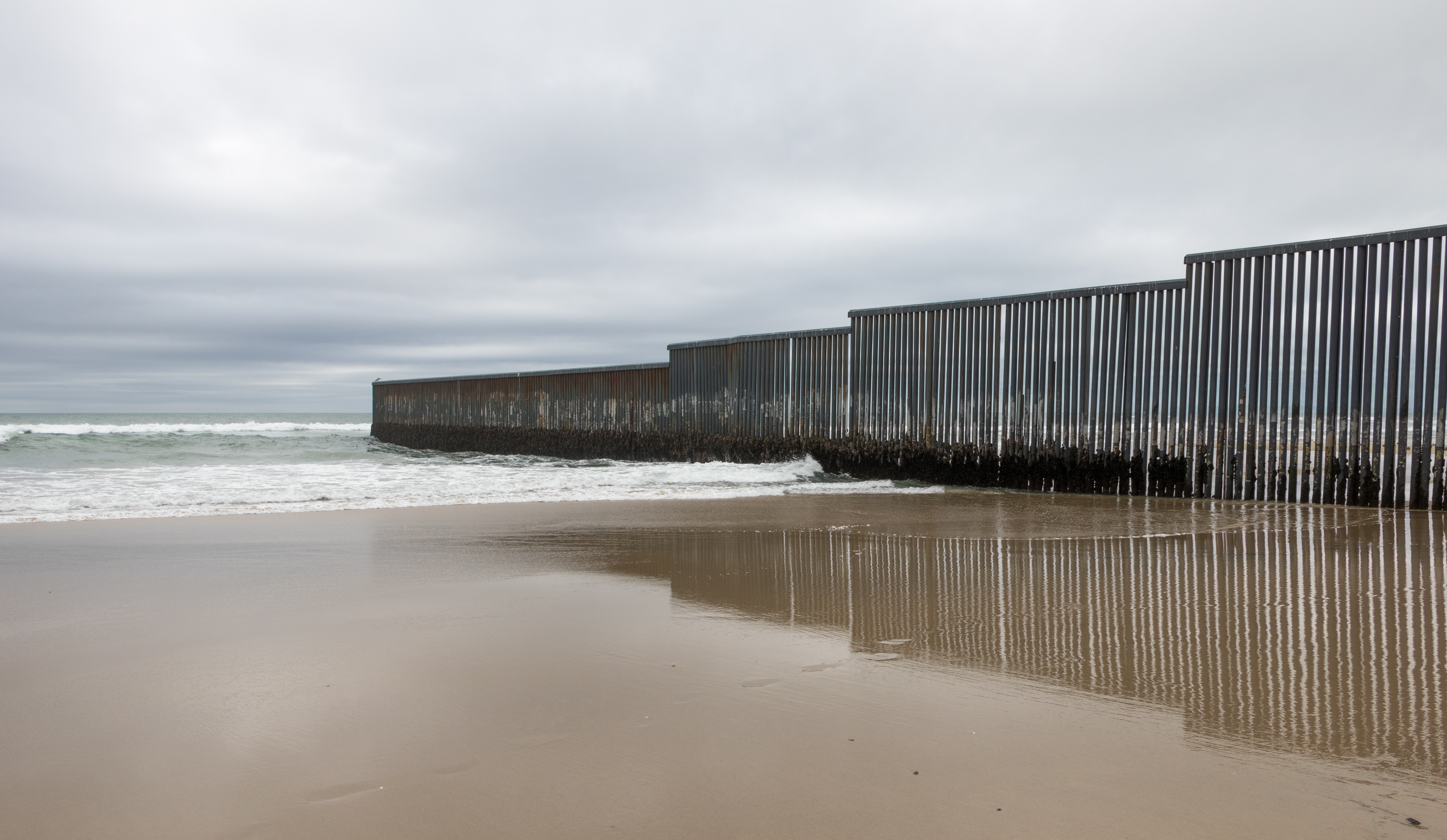
Hier in den Pazifik hineinreichende Grenzbefestigung

San Diego–Tijuana ist eine grenzübergreifende Agglomeration in Nordamerika, die aus den Metropolregionen der Städte San Diego (Vereinigte Staaten) und Tijuana (Mexiko) besteht. 2019 lebten in Tijuana etwa 3,1 Millionen Menschen, in San Diego etwa 3,3 Millionen. Insgesamt besteht die Region aus dem San Diego County auf der amerikanischen und den Municipios Tijuana, Rosarito Beach und Tecate auf der mexikanischen Seite. Nach Los Angeles und San Francisco bildet die Agglomeration San Diego/Tijuana den drittgrößten Ballungsraum Kaliforniens.
Jedes Jahr überqueren etwa 50 Millionen Menschen die Grenze zwischen beiden Städten. Daher gilt die Grenze als meistüberquerte Landesgrenze der Welt. Außerdem bestehen enge kulturelle Verbindungen zwischen beiden Städten sowie eine Zusammenarbeit der Verwaltungen in gewissen Bereichen, die für beide Seiten von Bedeutung sind.

## Geografie

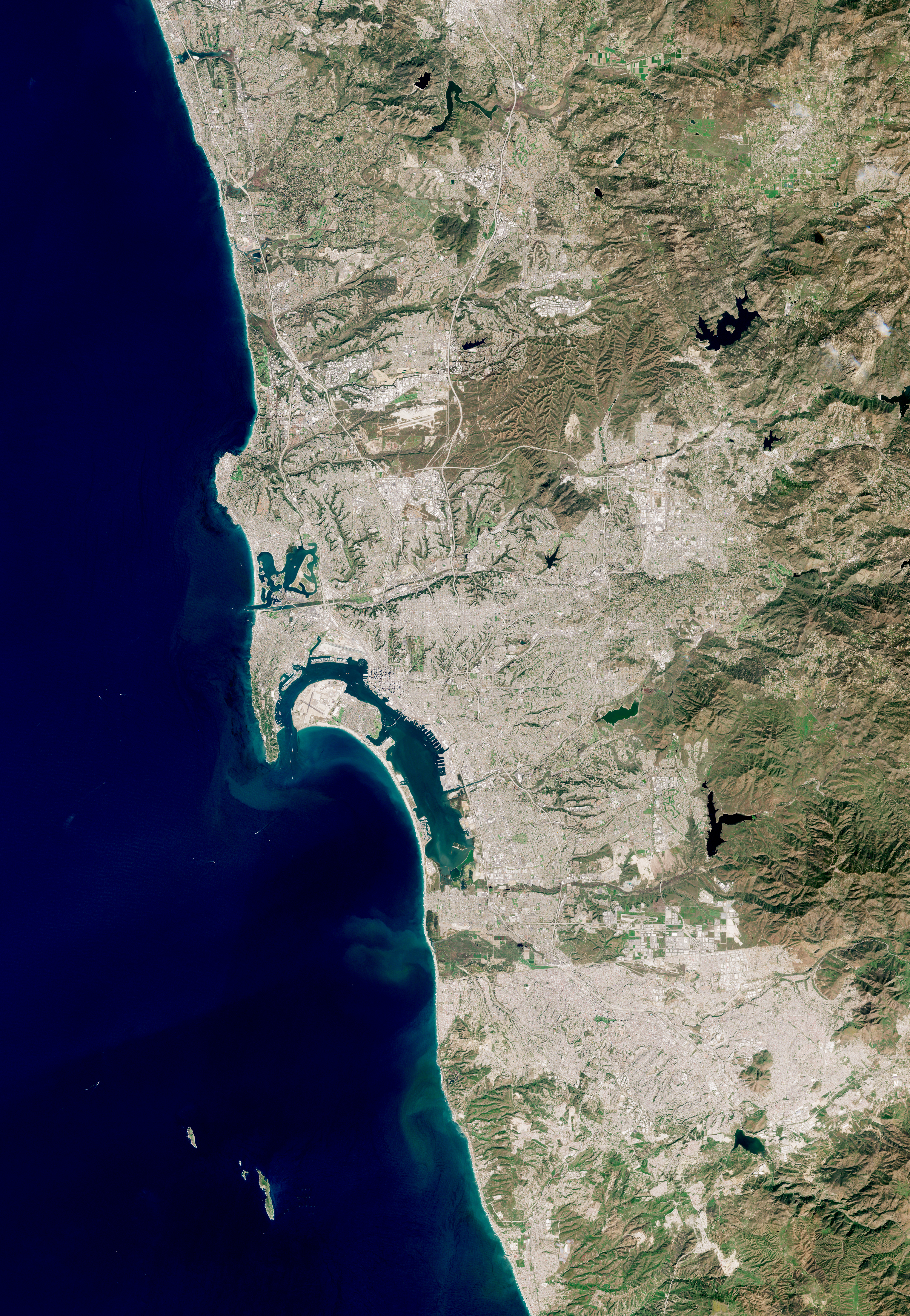
Satellitenaufnahme der Agglomeration San Diego-Tijuana

Die Region liegt an der Pazifikküste an der Grenze zwischen den Vereinigten Staaten und Mexiko und wird unter anderem von den Ausläufern von Greater Los Angeles, der Colorado-Wüste und dem Imperial Valley eingegrenzt. Das Klima der Region umfasst Einflüsse des Mittelmeerklimas sowie eines semiariden Klimas.
San Diego-Tijuana wird regelmäßig von Erdbeben getroffen, die von der nordamerikanischen Platte und der pazifischen Platte ausgelöst werden.

## Wirtschaft
Die wirtschaftliche Bedeutung der Grenzregion hat insbesondere durch das NAFTA-Freihandelsabkommen für beide Länder stark zugenommen. Wirtschaftszweige, die in der Region von Bedeutung sind, sind u. a. Tourismus, Handel sowie High-Tech- bzw. Elektroindustrien. Begünstigt durch das NAFTA-Freihandelsabkommen wird die Fertigung von High-Tech-Produkten aus den USA nach Tijuana verlagert, um von geringeren Produktionskosten profitieren zu können. Zu Unternehmen, deren Fertigung in Tijuana erfolgt, gehören zum Beispiel Sony, Samsung und Honeywell.
Für das Jahr 2024 wurde die binationale Metropolregion San Diego–Tijuana von der World Design Organization zum World Design Capital nominiert.